# Észak-amerikai macskanyérc
Az észak-amerikai macskanyérc (Bassariscus astutus) az emlősök (Mammalia) osztályának ragadozók (Carnivora) rendjébe, ezen belül a mosómedvefélék (Procyonidae) családjába tartozó faj.
Nemének a típusfaja.

## Képek

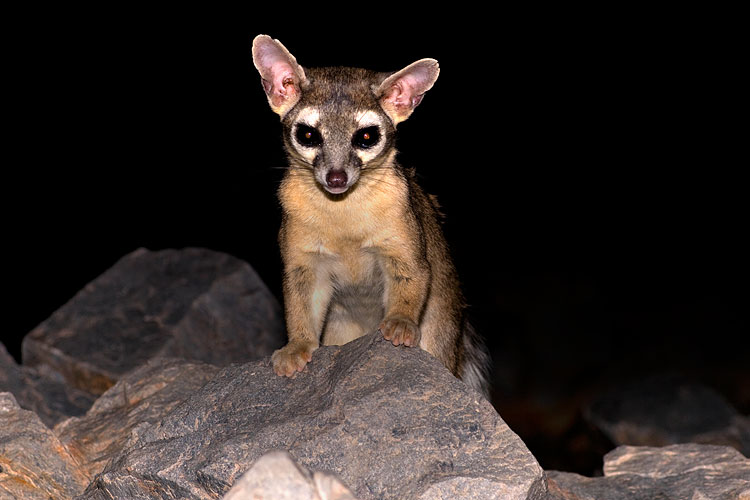
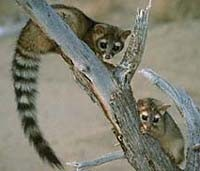

## Előfordulása
Az észak-amerikai macskanyérc Oregontól keletre Nebraskáig fordul elő, ezenkívül délkeleten Alabamáig és az Amerikai Egyesült Államok egész délnyugati részén Mexikóig megtalálható. Mexikóban délre a Kaliforniai-félszigeten keresztül, valamint Oaxaca és Veracruz államokban is fellelhető; az utóbbiakban a közép-amerikai macskanyérccel osztja meg a területét.

## Alfajai
- Bassariscus astutus arizonensis Goldman, 1932
- Bassariscus astutus astutus Lichtenstein, 1830 = albipes Elliot, 1904
- Bassariscus astutus bolei Goldman, 1945
- Bassariscus astutus consitus Nelson & Goldman, 1932
- Bassariscus astutus flavus Rhoads, 1893
- Bassariscus astutus insulicola Nelson & Goldman, 1909
- Bassariscus astutus macdougalli Goodwin, 1956
- Bassariscus astutus nevadensis Miller, 1913
- Bassariscus astutus octavus Hall, 1926
- Bassariscus astutus palmarius Nelson & Goldman, 1909
- Bassariscus astutus raptor Baird, 1859 = oregonus Rhoads, 1894
- Bassariscus astutus saxicola Merriam, 1897
- Bassariscus astutus willetti Stager, 1950
- Bassariscus astutus yumanensis Huey, 1937

## Megjelenése
Az állat fej-törzs-hossza 30–42 centiméter, farok hossza 31–44 centiméter és testtömege 700–1500 gramm. Bundája feketébe hajló szürkés színezetű. Vastag, fekete-fehér gyűrűs mintázatú farka télen bozontosabb, az állat maga köré tudja tekerni, így melegíti magát. Tetszetős pofája halvány szemgyűrűjével és nagy, enyhén kerekített fülével a mosómedvére hasonlít. Erős, visszahúzható karmaival fel tud mászni meredek falakra és fatörzsekre. Ennek az állatnak 40 darab foga van; a fogképlete a következő: {\displaystyle {\tfrac {3.1.4.2}{3.1.4.2}}}.

## Életmódja
Az észak-amerikai macskanyérc éjszaka aktív, és általában magányos. Egy állat revírterülete körülbelül három négyzetkilométerből áll. Tápláléka kisemlősök, madarak, hüllők és rovarok, de gyümölcsök és más növények is. A fogságban 8 évig, szabadon kevesebbet él. Egy mexikói állatkertben egy észak-amerikai macskanyérc 23 évet élt.

## Szaporodása
A hím 2, a nőstény 1–2 éves korban éri el az ivarérettséget. A párzási időszak április elején van. A vemhesség 45–50 napig tart, ennek végén 2–4 kölyök születik. Születésükkor a kölykök vakok, süketek és gyér, fehér a szőrzetük, de farkukon ott van a fekete pigmentből a gyűrűs minta. Az elválasztás egy hónap után következik be, de a család csak a tél végeztével oszlik fel.

## Rokon fajok
Az észak-amerikai macskanyérc legközelebbi rokona és a Bassariscus emlősnem másik élő faja, a közép-amerikai macskanyérc (Bassariscus sumichrasti), ez Mexikó déli részétől Nyugat-Panamáig található meg.